# Sunaristes dardani
Sunaristes dardani är en kräftdjursart som beskrevs av Humes och Ho 1969. Sunaristes dardani ingår i släktet Sunaristes och familjen Canuellidae. Inga underarter finns listade i Catalogue of Life.